# Saint-Uze

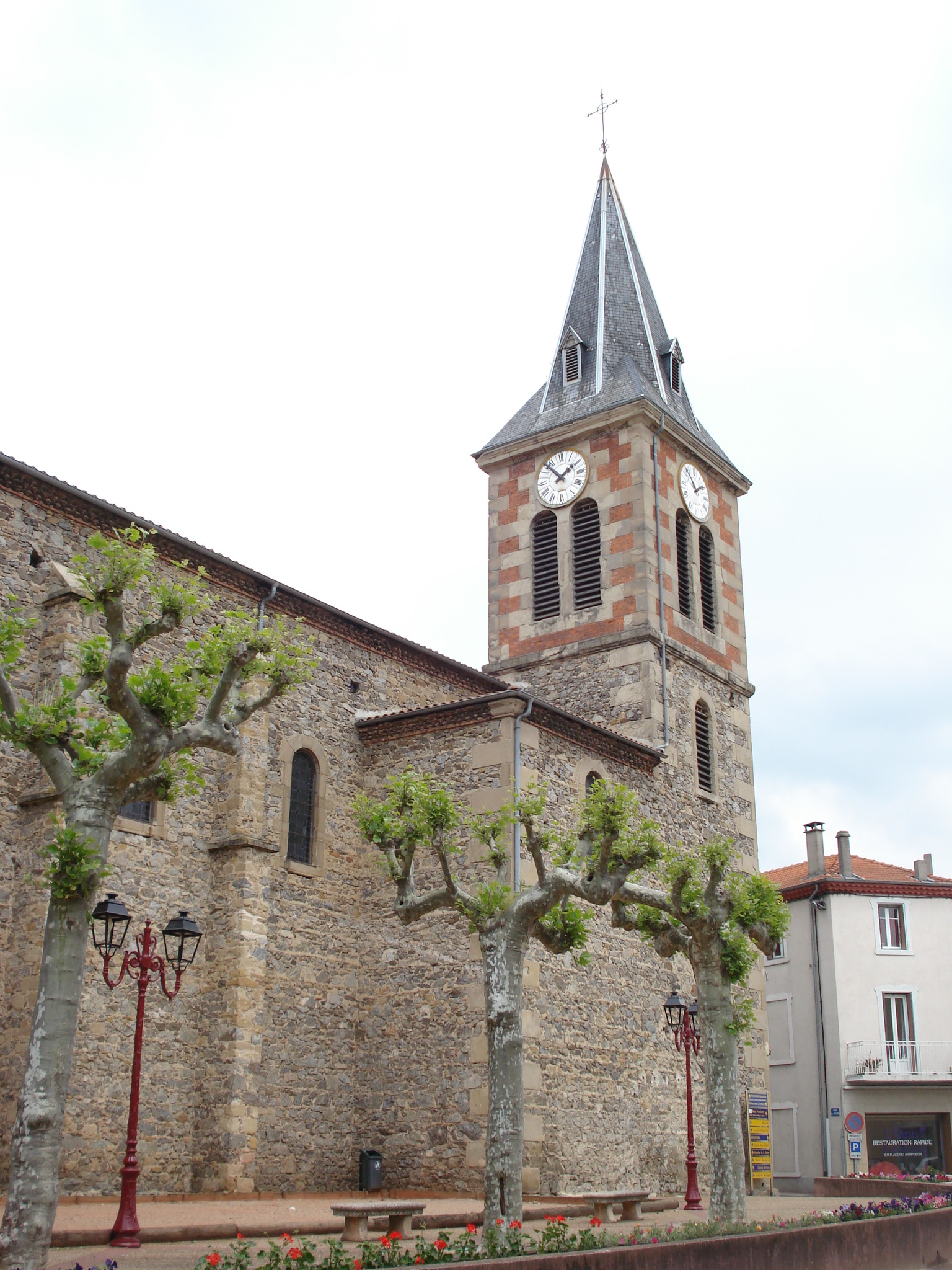
Kościół w Saint-Uze, 2008

Saint-Uze – miejscowość i gmina we Francji, w regionie Owernia-Rodan-Alpy, w departamencie Drôme.
Według danych na rok 1990 gminę zamieszkiwało 1846 osób, a gęstość zaludnienia wynosiła 183 osoby/km² (wśród 2880 gmin regionu Rodan-Alpy Saint-Uze plasuje się na 465. miejscu pod względem liczby ludności, natomiast pod względem powierzchni na miejscu 1114.).